# آناتومی مالیخولیا
تشریح مالیخولیا (به انگلیسی: The Anatomy of Melancholy) نام یک کتاب ادبی است که توسط رابرت برتون، نویسندهٔ اهل انگلستان نوشته شده‌است. این کتاب یکی از آثار مشهور ادبی جهان است.